# Guarani (Uberlândia)

Guarani é um bairro periférico da Zona Oeste de Uberlândia, localizado à 10 km do Centro da cidade.
- É formado pelos loteamentos Parque Guarani I, II, III e IV.[1]

## Acesso ao bairro Guarani
- O principal e quase único acesso ao Guarani, é pela Avenida Taylor Silva, que é acessada através da rua dos Tarois e pelo Anel Viário Oeste/BR-365, além também do acesso por dentro do bairro Tocantins (vizinho ao Guarani), também Zona Oeste.

## Saúde, educação e lazer
- O Guarani conta com o Caic (Escola Municipal Profa. Stella Saraiva Peano), na Avenida Clássica. Além também da EMEI Bairro Guarani.[2][3]
- O bairro conta com a UBS Guarani (Unidade Básica de Saúde), na rua da Polca.[2]
- O bairro não tem área de lazer pública.
- O Guarani abriga um Condomínio do Idoso, que oferece moradia para idosos com mais de 60 anos, de baixa renda, inaugurado em 2008. Em 2020, começaram a construir a segunda unidade da cidade, no bairro Laranjeiras, Zona Sul.[4]
- O bairro tem um Ecoponto, na rua do Repentista.[5]

## Área comercial
- Sua principal área comercial é a Avenida Taylor Silva que faz divisa com o bairro Tocantins, além da Avenida Clássica.[1]